# ヴァルナ (神)

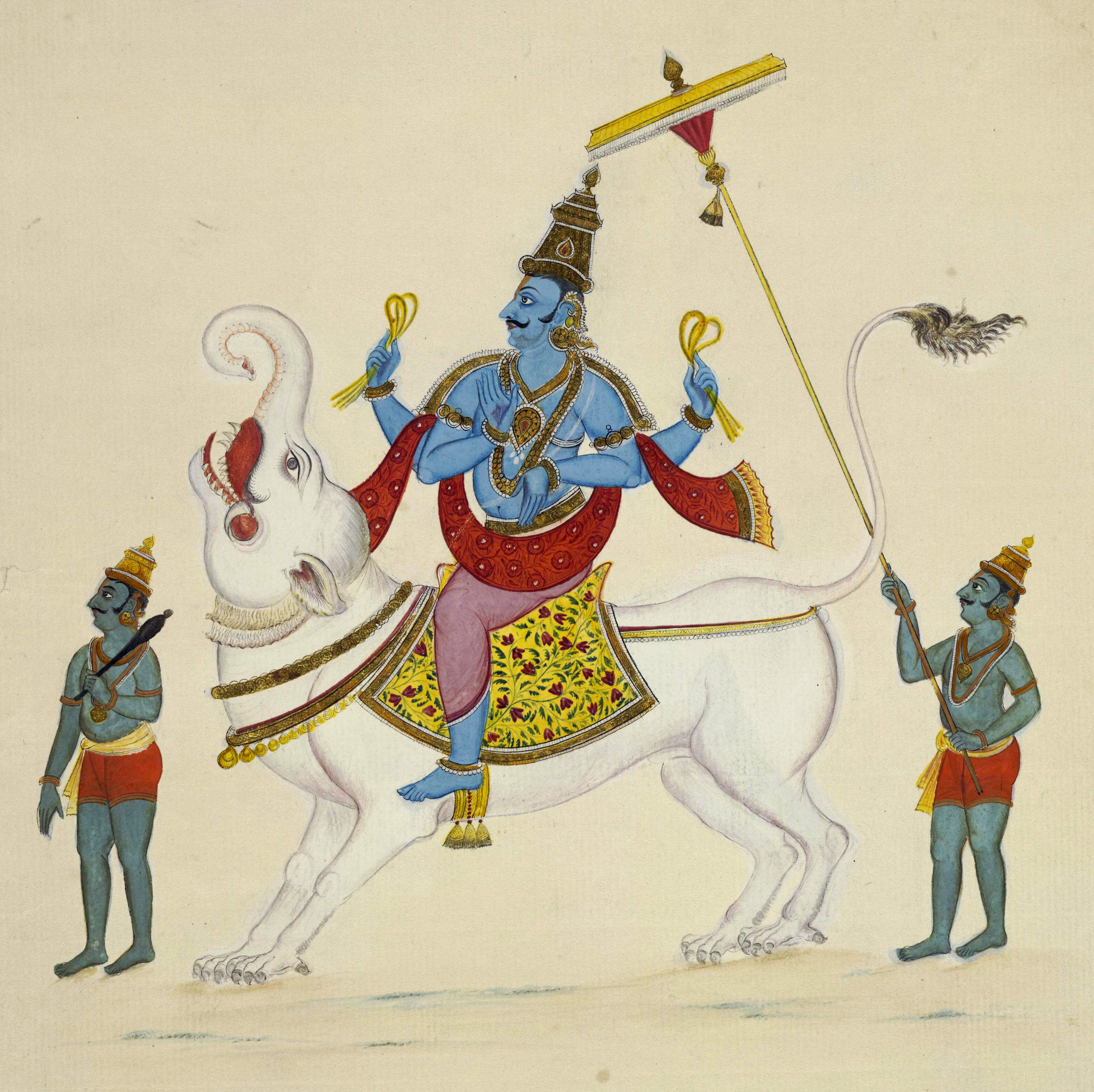
マカラに乗ったヴァルナ

ヴァルナ（サンスクリット: वरुण Varuṇa）は、古代インド神話の神であり、ミトラとならぶ最高神でもある。ミトラとともに太古のアスラ族、アーディティヤ神群を代表した神である。

## インド
ヴァルナの起源は古く、紀元前14世紀頃のミタンニ・ヒッタイト条約文には、ミトラ神と共にヴァルナ神の名があげられている（条約＝国家間の契約ということから）。
しかしヴェーダの時代にはヴァルナの地位は下がり始めており、インド神話においてもインドラのように人々に親しまれる神ではなくなっていた。
『リグ・ヴェーダ』などでは、雷神インドラ、火神アグニとともに重要な位置に置かれ、天空神、司法神（＝契約と正義の神）、水神などの属性をもっていたが、この段階ですでにブラフマーによって始源神としての地位を奪われていた。
プラーナ文献においては8つの方角のうち西を守る守護神とされた。
一方で、ヴァルナと水との関係性は強まっていき、やがては水の神、海上の神という位置付けが与えられることとなった。また、ヴァルナはしばしば蛇とも関連づけられた。『マハーバーラタ』の中ではナーガ達が暮らす海のあるじだとも、ナーガ達の王だとも呼ばれている。アヒ蛇やヴリトラと同一視されることもあった。ヴァルナは『リグ・ヴェーダ』（IX・73・3）で「海を隠した」とされているが、ヴリトラも同様に水を閉じ込めており、これはどちらも原初の水であった。

## 仏教・神道への影響
仏教に採り入れられた際には水神としての属性のみが残り、仏教における十二天の一つで西方を守護する「水天」となった。
日本では各地の「水天宮」はこの「水天」（＝ヴァルナ）を祀ったものだったが、現在の各地の水天宮の祭神は天之御中主神とされている。これはヴァルナ神の元々の神格が最高神、始源神だったこととは特に関係はなく、偶然である。

## イラン
古代イランでは、インドのデーヴァ（神々）のうちインドラら戦士機能を備えた神はダエーワ（悪魔）とみなされたが、ヴァルナらアスラに由来する神々は神とみなされた。ヴァルナに対応するのはアフラ・マズダーで、これらは起源が同じと考えられている。『アヴェスター』にはヴァルナは出てこないが、ミスラと並んで現れる「アフラ」をアフラ・マズダーでなく水神アパーム・ナパートのこととして、インドのヴァルナに対応させる説がある。

## ヴァルナに由来する名称
太陽系外縁天体の小惑星ヴァルナの名称はヴァルナ神に由来する。また、かつて東日本フェリーが運航していたフェリーばるなの名称もこれに由来する。